# Diporeia hoyi
Diporeia hoyi är en kräftdjursart som först beskrevs av Sidney Irving Smith 1874.  Diporeia hoyi ingår i släktet Diporeia och familjen Pontoporeiidae. Inga underarter finns listade i Catalogue of Life.